# Alícia d'Antioquia
Alícia d'Antioquia o de Jerusalem (Edessa, v.1110 - Latakia, després de 1136) va ser princesa d'Antioquia per les seves noces amb el príncep Bohemon II d'Antioquia. Era la segona filla del rei Balduí II de Jerusalem amb Mòrfia de Melitene. Les seves germanes van ser la reina Melisenda de Jerusalem, la comtessa Hodierna de Trípoli i l'abadessa Ioveta de Betània.
Balduí II s'havia erigit en regent d'Antioquia després de la derrota del principat en la batalla d'Ager Sanguinis el 1119. El 1126, el jove Bohemon II, fill de Bohemon de Tàrent, el primer príncep d'Antioquia, va arribar per reclamar la seva herència. Immediatament després de rebre els seus dominis, aquest es va casar amb Alícia, probablement com a resultat de negociacions anteriors a la seva arribada al Llevant.
El 1130 Bohemon II d'Antioquia va morir en batalla amb els turcs danixmendites, i Balduí va tornar a Antioquía per assumir la regència, però Alícia desitjava assumir el control de l'estat. Va intentar aliar-se a Zengi, l'atabeg seljúcida de Mossul i Alep, oferint a la seva filla Constança en noces a un príncep musulmà. Però en el camí, el missatger que va enviar va ser capturat, torturat i executat. Alícia va rebutjar deixar entrar al seu pare a Antioquia, però alguns dels nobles del principat van obrir les portes als representants de Jerusalem, Folc (Folc V d'Anjou després rei Folc el Jove de Jerusalem) que era el seu cunyat, i Joscelí I d'Edessa.
Inicialment Alícia va fugir de la ciutadella, però va acabar per pregar clemència al seu pare i a reconciliar-se amb aquest. Va ser exiliada d'Antioquía, però li van ser concedides Latakia i Jabala, les ciutats que li havien estat donades en dot per les seves noces amb Bohemon.
Balduí II va assumir la regència d'Antioquía en nom de la jove Constança però va morir el 1131, sent succeït a Jerusalem per la seva primogènita Melisenda i per Folc V, l'espòs d'aquesta. Amb la mort del fidel Joscelí poc després, Alicia una vegada més va intentar prendre el control d'Antioquía. Quan els nobles d'aquest principat van demanar l'ajuda de Folc, Alícia es va aliar als governants dels altres dos estats creuats del nord, Ponç de Trípoli i Joscelí II d'Edessa. Malgrat haver-se especulat que Alícia els havia subornat, el suport d'aquests sobirans probablement va ser el resultat del temor que el nou rei pretengués imposar la sobirania de Jerusalem sobre els seus dominis.
Ponç no va permetre el pas de Folc pel comtat de Trípoli, per la qual cosa el rei es va veure forçat a viatjar per mar. Els dos prínceps cristians van travar llavors una batalla a Rugia però, finalment van acordar la pau i Folc va assumir la regència d' Antioquia, col·locant el principat sota el control de Reinald Masoier.
Prop del 1135, Alícia va intentar una vegada més prendre el control d'Antioquia, negociant amb l'Imperi Romà d'Orient les noces de la seva filla Constança amb Manuel I Comnè. Però alguns dels nobles del principat, que no desitjaven aquesta aliança, van convocar secretament a Ramon de Poitiers per casar-se amb l'hereva. El patriarca Rodolf de Domfort va convèncer a Alícia que Ramon pretenia casar-se amb ella, però acabaria per celebrar les noces d'aquest noble amb Constança, encara menor d'edat. Humiliada, Alícia va sortir definitivament d'Antioquia.
Va morir a Latakia en data incerta, després de 1136.